# Macropholidus ataktolepis
Macropholidus ataktolepis là một loài thằn lằn trong họ Gymnophthalmidae. Loài này được Cadle & Chuna miêu tả khoa học đầu tiên năm 1995.